# Сам собі МВА. Про бізнес без цензури
Сам собі МВА. Про бізнес без цензури (англ. The Real-Life MBA by Jack Welch, Suzy Welch) — книжка авторів Джека Велча (отримав звання менеджер XX ст. за версією журналу Fortune) та Сьюзі Велч; бестселер New York Times та Wall Street Journal. Вперше опублікована 14 квітня 2015 року. 

## Огляд книги
Сучасний надзвичайно корисний посібник для людей, задіяних в бізнесі, що досліджує актуальні виклики, які трапляються на шляху створення виграшних бізнес-стратегій, лідерства та управління підлеглими, формування успішної та процвітаючої кар‘єри.
Після вибухової успішності книги «Переможець» автори занурились глибше в сферу бізнесу і, подорожуючи світом, консультували організації різних масштабів та сфер діяльності, виступали перед сотнями аудиторій, тісно співпрацювали з підприємцями, починаючи від Мумбаї та до Силіконової долини, і в 2010 році розпочали цілком акредитований онлайн-курс МВА.
Вийшовши за рамки теорій та концепцій, автори беруться за реальні справи. Тепер Джек та Сьюзі запаслись безцінним практичними знаннями та готові кинути виклик проблемам, які стоять перед сучасною сферою менеджменту, і запропонувати прагматичні рішення для їх подолання.  [Архівовано 27 травня 2017 у Wayback Machine.]
Стати успішним в бізнесі означає вміти опанувати себе в період кризових та проблемних ситуацій, що виникають повсякчас. Поєднавши спільний більш ніж 30-ти річний досвід, зокрема знання Джека в сфері лідерства та професійні навички Сьюзі як бувшого редактора Harvard Business Review, а також спільний викладацький досвід в якості тренерів та наставників, вони вносять свіжі ідеї та рішення, які кожен менеджер будь-якого рівня та в будь-який час може застосувати.

## Переклад укр
- Велч Джек, Велч Сьюзі. Сам собі МВА. Про бізнес без цензури / пер. Оксана Осмоловська. К.: Наш Формат, 2018. — 200 с. — ISBN 978-617-7388-91-2